# Jenisejgebergte
Het Jenisejgebergte (Russisch: Енисейский кряж, Jenisejski krjazj; "Jenisjej-bergketen") is een bergrug (krjazj) aan de zuidwestelijke rand van het Midden-Siberisch Bergland in de Russische kraj Krasnojarsk. De bergrug loopt vanaf de rivier de Kan naar het noordwesten langs de oostelijke oever van de rivier de Jenisej. De bergrug heeft een lengte van ongeveer 700 kilometer en in het centrale deel een gemiddelde hoogte van 800 tot 900 meter. Het hoogste punt wordt met 1104 meter gevormd door de Jenasjimski Polkan.
Het Jenisejgebergte bestaat uit een complex van gneisen, kristallijne schisten en kalksteen, die op plekken wordt doorbroken door intrusies van graniet, waar zich voorkomens van goud bevinden. Andere delfstoffen in het Jenisejgebergte zijn bijvoorbeeld ijzer, bauxiet, magnesiet en talk.
Het reliëf wordt gekenmerkt door ronde toppen en kammen en de krjazj wordt doorsneden door een netwerk van brede moerassige valleien.
Iets voorbij de instroom van de Stenige Toengoeska in de Jenisej aan noordzijde wordt de bergrug doorsneden door de Jenisej, die hier de stroomversnelling Osinovski vormt. In zijn middenloop snijdt de Angara door het gebergte, om aan zijn westrand in een stuwmeer eveneens in de Jenisej uit te monden.
De begroeiing bestaat uit donkere coniferentaiga, maar op de hoogste toppen groeien geen bomen, maar lage struiken en bestaan delen uit kale rotsbodem.